# 飯山市立城南中学校
飯山市立城南中学校（いいやましりつじょうなんちゅうがっこう）は、長野県飯山市大字静間1088番地にある中学校。飯山市内に2校ある市立中学校のうちの1校。

## 沿革

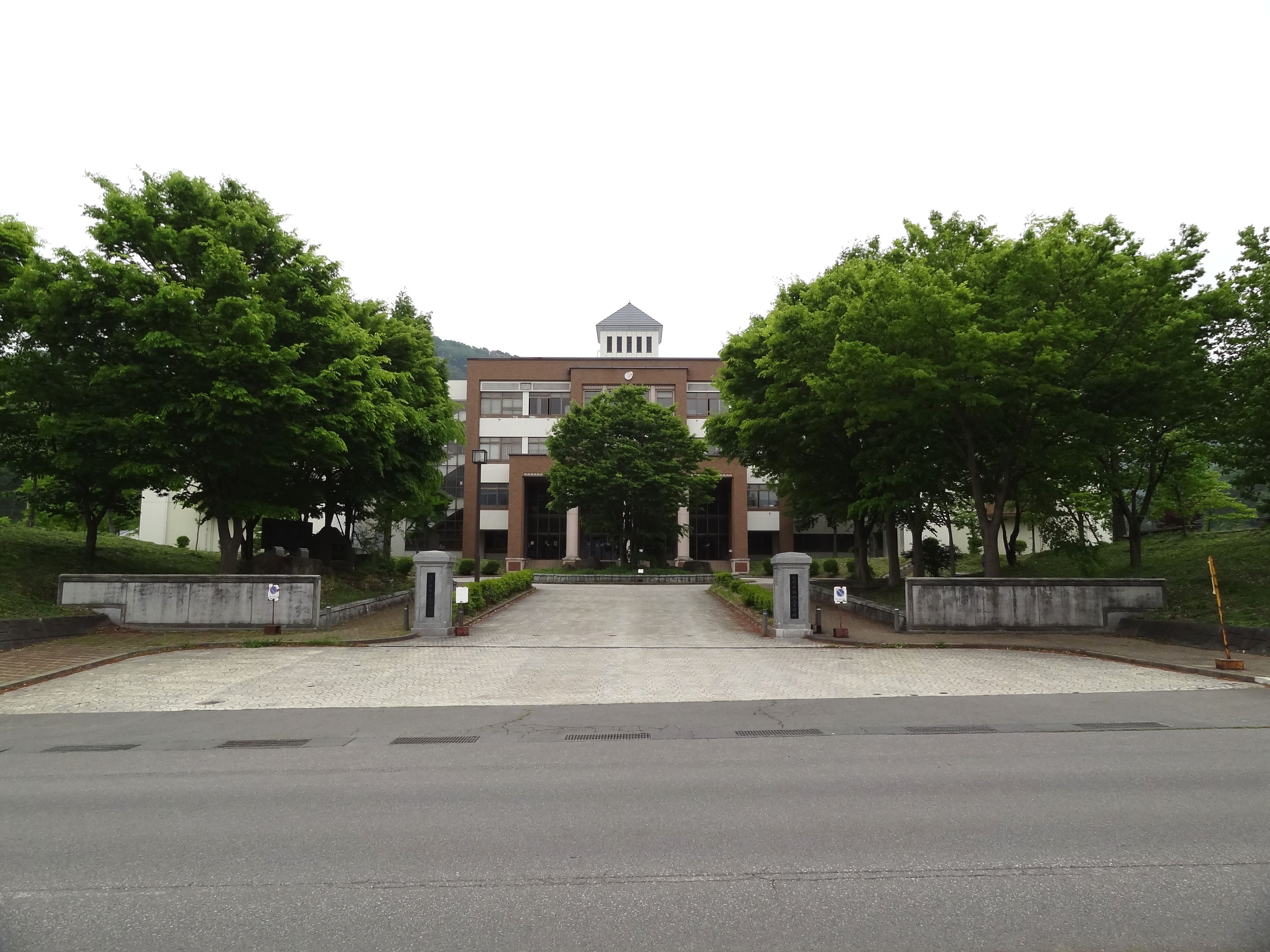
校舎（2011年撮影当時は長野県飯山高等学校、かつての長野県飯山南高等学校）

第一中学校を前身とする。2016年（平成28年）に現在地へと移転した。

## 教育方針
出典
- 学校教育目標：「Get your dream」
- 合言葉：「3つのC」（Chance、Challenge、Change）
- 具体目標：「向学」・「自立」・「愛郷」
- 本校の誇り:「挨拶」・「清掃」・「歌声」

## 学校行事
- 文化祭：「城南祭」[5]
- 入学式
- 卒業証書授与式

## 通学区域
- 飯山市
  - 南町、大字飯山、大字蓮、大字静間、大字山岸、大字其綿、大字吉、大字木島、大字野坂田、大字坂井、大字下木島、大字天神堂[6]

## 進学前小学校
- 飯山市立飯山小学校、飯山市立秋津小学校、飯山市立木島小学校[6]

## 校歌
- 作詞：山﨑浩、作曲：鳥井俊之[3]

## 校章
理想・自立・希望をイメージした青地に、清らかさと強さをイメージしたユキツバキ、勉強し羽ばたいて行くという願いを込めて羽根ペンを配置。

## 交通
飯山駅から直線距離で約1.5キロメートル。